# Hannapes
Hannapes es una comuna francesa situada en el departamento de Aisne, de la región de Alta Francia.

## Geografía
Está ubicada a orillas del río Oise, al norte de Guisa y a 24 km al noroeste de Vervins.

## Demografía
| 388 | 386 | 359 | 351 | 272 | 278 | 285 | 311 |
| Para los censos de 1962 a 1999 la población legal corresponde a la población sin duplicidades (Fuente: INSEE [Consultar]) |     |     |     |     |     |     |     |